# Луцій Помпоній
Луцій Помпоній (лат. Lucius Bononiensis Pomponius; дати народження й смерті невідомі ) — давньоримський комедіограф I століття до н. е.

## Життєпис
Народився у Бононії (сучасне м.Болонья) в родині середніх статків. Отримав гарну освіту. Замолоду перебрався до Риму. Втім про життя, погляди та участь у політичних подіях Римської республіки нічого невідомо.

## Творчість
Вважається творцем літературної ателлани. Вищий розквіт його творчості припадає на 89 рік до н. е. Відомо про 70 назв його творів, але збереглися тільки нечисленні фрагменти. Вони свідчать про своєрідність мови Помпонія, забарвленої народними вульгаризмами.
Сюжети п'єс автор брав з повсякденного життя та міфології. Назви виказують близькість з назвами тогат, у них виступають такі персонажі, як Ворожбит, Лікар, Пекар, Рибак. Дія багатьох п'єс Помпонія відбувається у селі. До таких комедій належать «Папп-хлібороб», «Селянин», «Хворий Веррес». Інші назви, як то «Близнюки», «Два Доссени», вказують на використання в ателлане Помпонія відомого з паліати мотиву помилок.